# Конфлікт у Кодорській ущелині (2001)
Конфлікт в Кодорській ущелині (2001) (груз. კოდორის კრიზისი) — невдалий рейд грузинського ополчення «Монадіре» за підтримки Чеченського визвольного руху в Кодорську ущелину проти абхазької сепаратистської влади в жовтні 2001 року.

## Хід конфлікту
Восени 2001 року рейд на територію Абхазії через Кодорську ущелину здійснив рейд загін чеченських повстанців польового командира Руслана Гелаєва за сприяння прогрузинських (сванських) озброєних формувань під командуванням Емзара Квіціані, представника президента Грузії в Кодорі.
Перші зіткнення з сепаратистами сталися ще у липні 2001 року при спробі ополченців провести розвідку боєм. 17—18 липня партизани висунулися з верхньої частини Кодорської ущелини і пройшли на 70 км углиб території Абхазії, після чого відступили, зазнавши втрат.
25 вересня 2001 року чеченські повстанці та грузинські ополченці загальною чисельністю близько 450—500 осіб спробували взяти Гульріпський район Абхазії. До середини жовтня їхні загони були розгромлені, і вони відступили на колишні позиції.
8 жовтня над Кодором був збитий гелікоптер зі спостерігачами зі складу МООННГ, при цьому загинуло дев'ятеро людей